# Torcy (Saône-et-Loire)
Torcy ist eine französische Gemeinde mit 2805 Einwohnern (Stand: 1. Januar 2022) im Département Saône-et-Loire in der Region Bourgogne-Franche-Comté. Die Gemeinde gehört zum Arrondissement Autun und zum Kanton Le Creusot-1. Die Einwohner werden Torcynois(es) genannt.

## Geographie
Torcy liegt am Fluss Bourbince und an dem See Étang Leduc. Torcy wird umgeben von den Nachbargemeinden Le Creusot im Norden, Le Breuil im Nordosten, Écuisses im Osten, Montchanin im Südwesten, Saint-Eusèbe im Süden, Les Bizots im Westen und Südwesten sowie Montcenis im Westen und Nordwesten.

## Bevölkerungsentwicklung
| 1962                       | 1968 | 1975 | 1982 | 1990 | 1999 | 2006 | 2011 |
| -------------------------- | ---- | ---- | ---- | ---- | ---- | ---- | ---- |
| 1718                       | 1541 | 4400 | 4865 | 4059 | 3554 | 2996 | 3187 |
| Quellen: Cassini und INSEE |      |      |      |      |      |      |      |

## Sehenswürdigkeiten

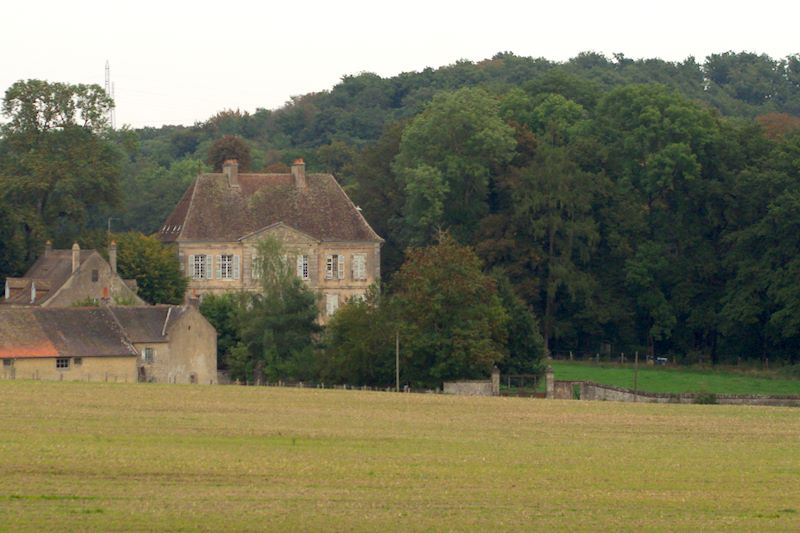
Schloss Torcy

- Schloss Torcy, seit 1991/1992 Monument historique